# Kejsardömet Rysslands folkräkning
Kejsardömet Rysslands folkräkning genomfördes 1897 som den första och enda rikstäckande folkräkningen i Kejsardömet Ryssland. Storfurstendömet Finland togs inte med i folkräkningen. 
Projektet föreslogs redan 1877 av Pjotr Semjonov-Tian-Sjanskij, en rysk geograf och ordförande för statistiska konseljen. Största stad var vid tiden för folkräkningen Sankt Petersburg, följt av Moskva.

## Metod
De elektroniska mätmaskinerna som användes för att ordna och sammanställa den insamlade befolkningsdatan tillhandahölls av den österrikiska regeringen. Flera olika frågor ställdes, och bland dem märktes efternamn, civilstånd, födelseort, läskunnighet, förstaspråk, religion och yrke.

## Resultat

### Språk
I Kejsardömet Ryssland var ryska (44 %) det mest talade språket, följt av ukrainska (17 %), polska (6 %) och belarusiska (5 %).

### Religion
Flest trosanhängare i kejsardömet hade de Ortodoxa kyrkorna.

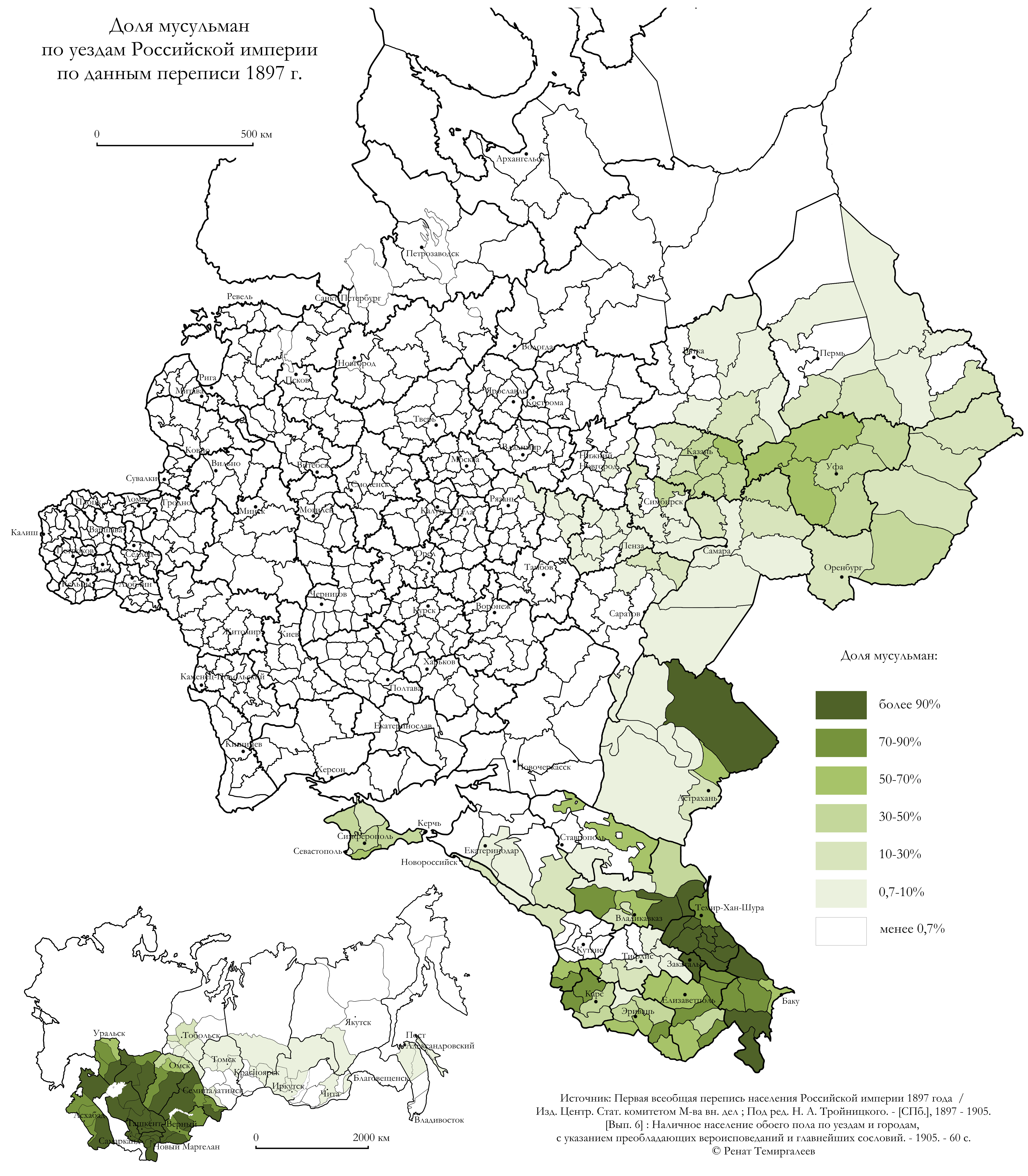
Muslimer.
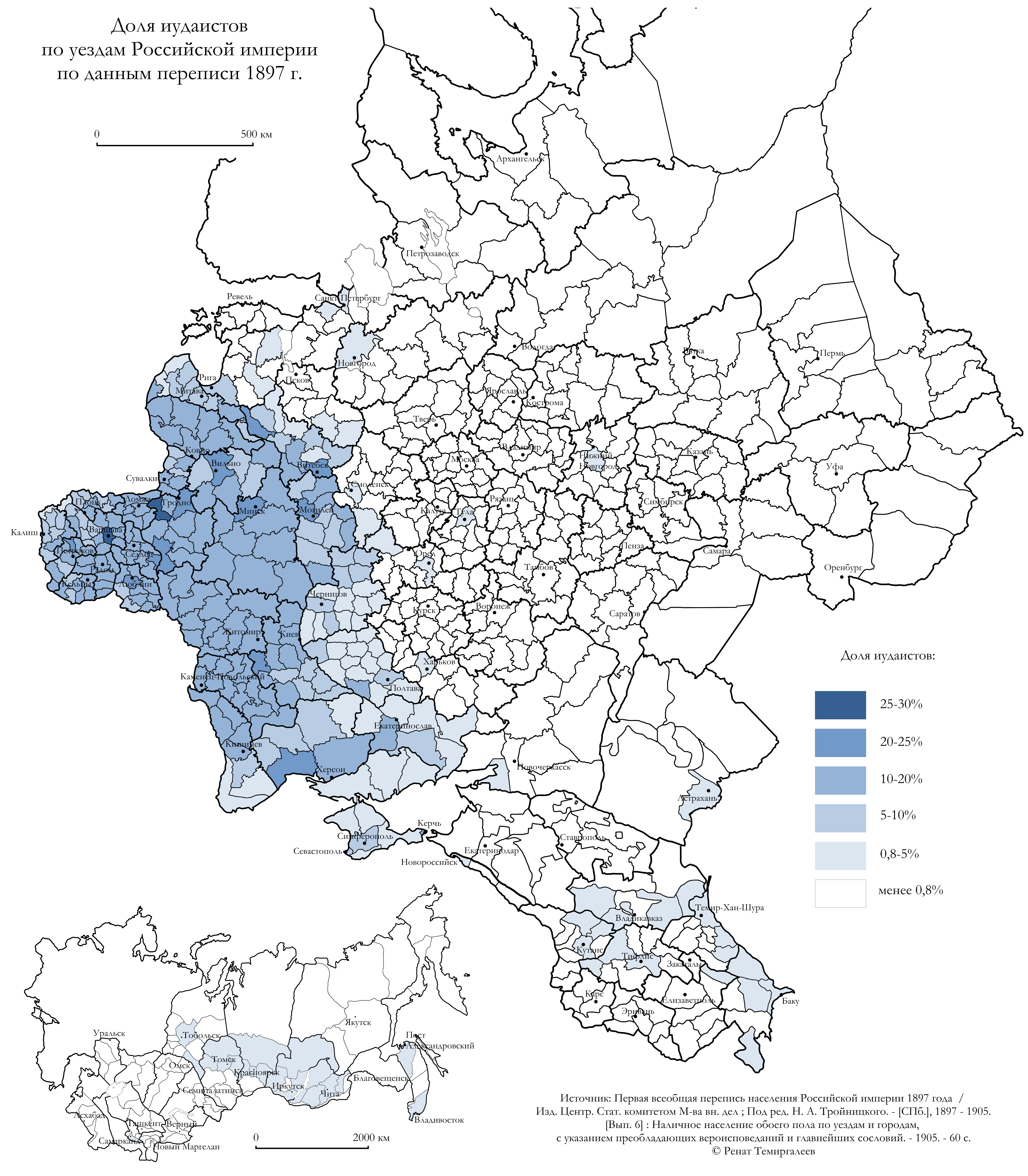
Judar.
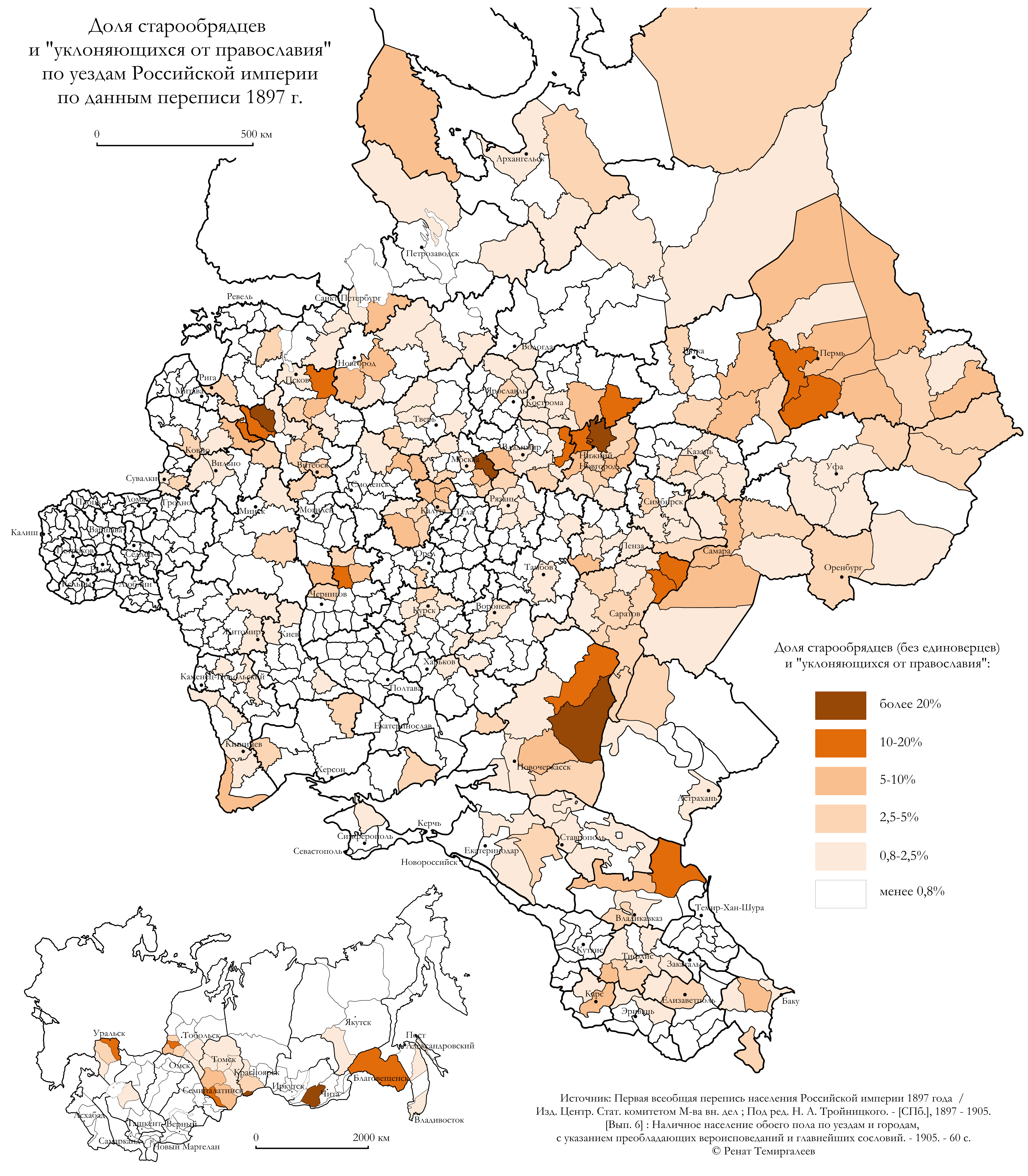
Gammaltroende.
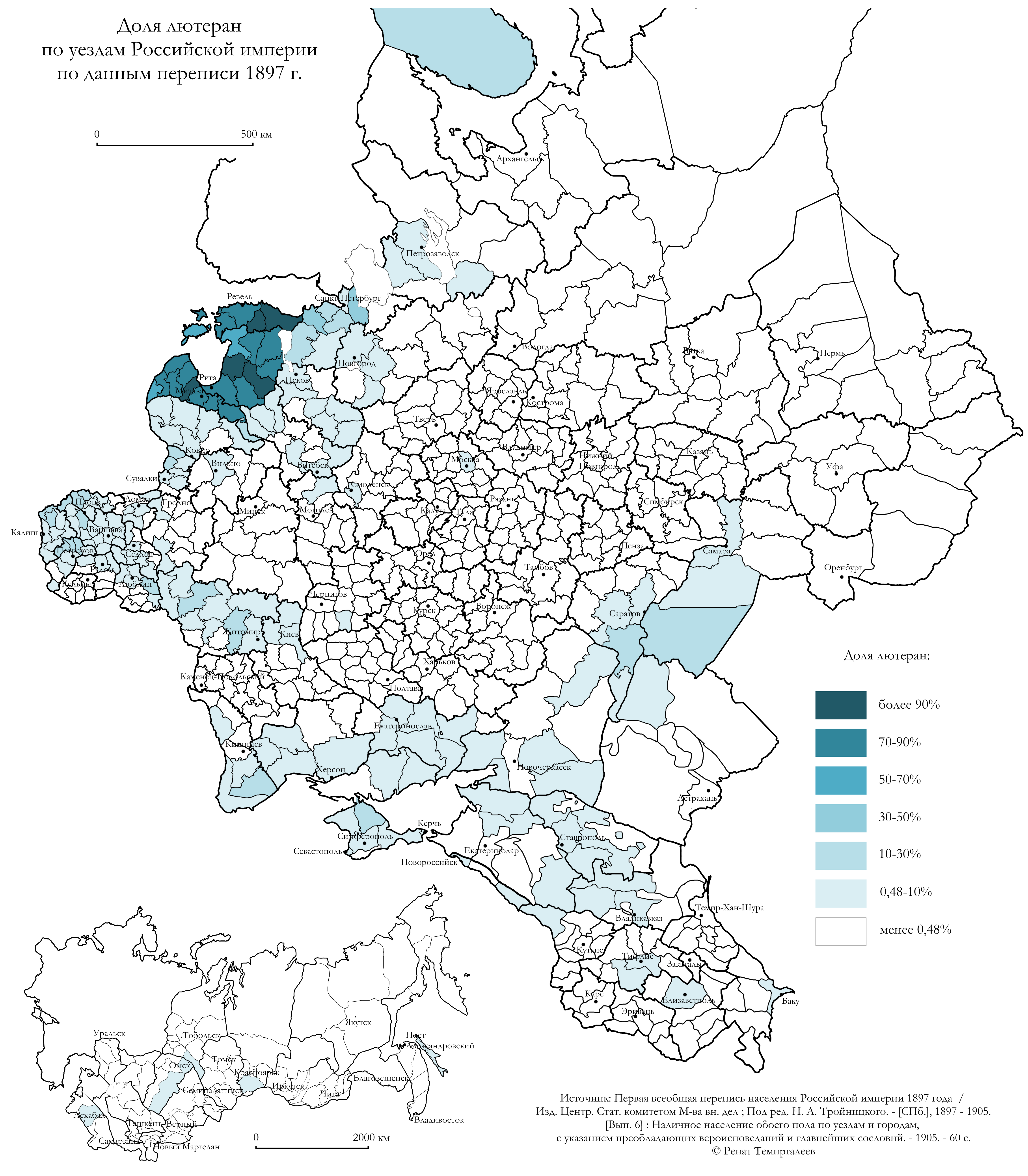
Lutheraner.
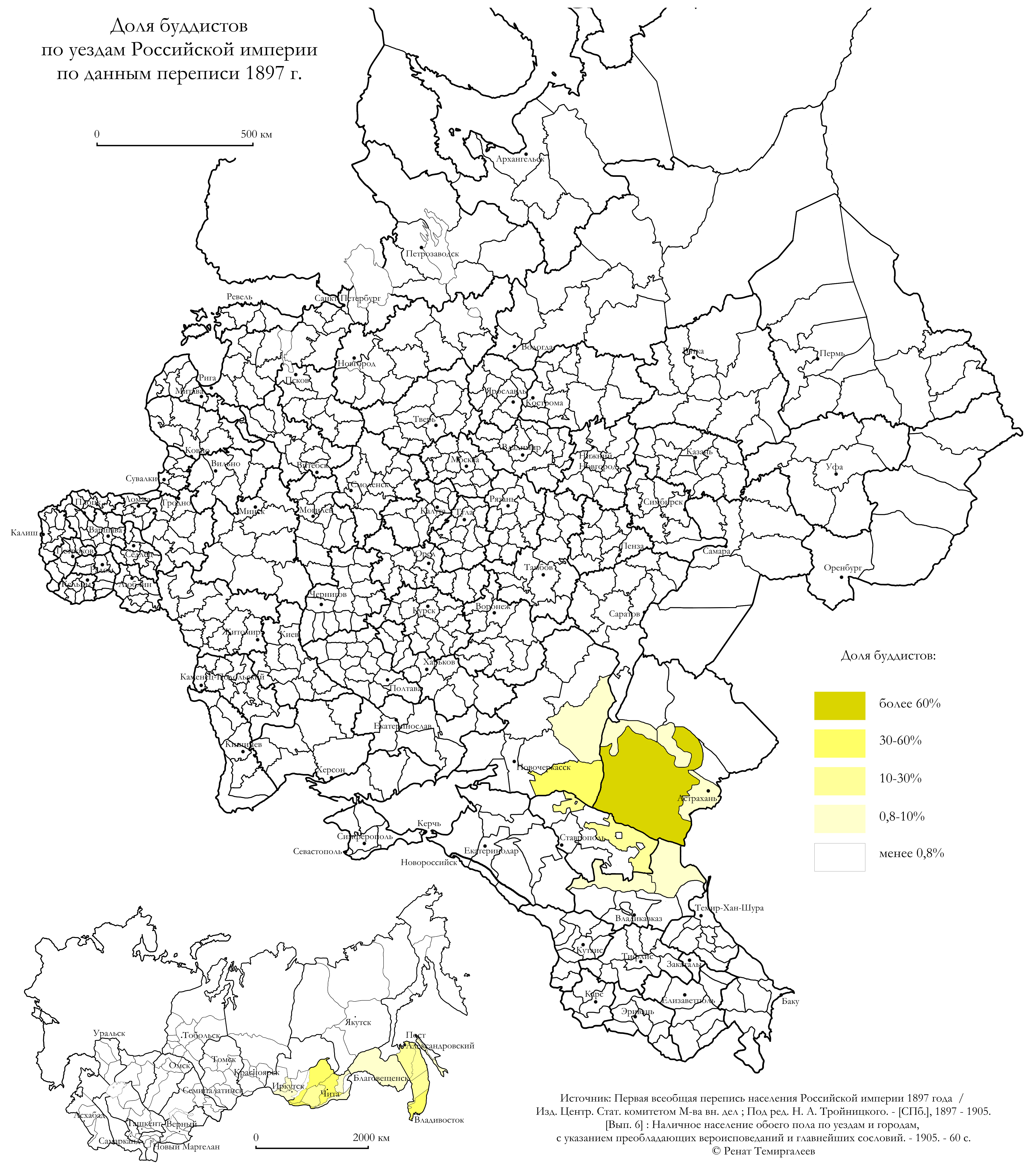
Buddhister.